# X-treem CD
X-treem CD is een verzamelalbum met daarop nummers van 23 Nederlandse punkbands.
Het album werd in 1998 uitgebracht ter gelegenheid van het tienjarig bestaan van fanzine X-Treem. De opbrengst ervan ging naar Anti-Fascistische Aktie. De presentatie van de cd viel samen met de "X-Treem Punx Week Rotterdamned", waar diverse bands optraden in verschillende Nederlandse zalen, zoals Atak in Enschede en Baroeg in Rotterdam.

## Nummers
- Dorpsoudste De Jong - Cathedral
- Budrot - Budrot
- Smut - Showmasters Blood
- Temporary Toad - Betray
- Figurehead - Monstre pour Toi
- Bambix - X-Ray the Candy
- Angels & Agony - One Night
- Room 101 - Serf
- Roggel - Werk
- No Men - Billy Punk
- Vanity 4 - Moderate
- Stinksisters - Szurka
- De Kift - Achterboeg [Live]
- Boerensyndicaat - Trouwe Soldaat
- 5 Men - Vomit Hungry I
- Asrai - Pain
- Capablanca - Walk in the Rain
- Roggel - Snot
- Odi Odi - No Time
- Killing Sheep - Tros
- Die Nakse Bananen - Soldaat [Live]
- Rat Patrol - Out of Touch
- Seein' Red - Dying System
- Hardheaded Soul - Woorden Wonder